# Bumba (série télévisée d'animation)
Pour les articles homonymes, voir Bumba (homonymie).
Bumba est une série télévisée d'animation belge pour enfants créée en Belgique néerlandophone par Jan Maillard, et produite par le Studio 100. Un épisode dure environ cinq minutes.
Le 17 février 2007, la série Bumba fait son apparition en Belgique francophone.

## Synopsis
Bumba est un clown qui fait toutes sortes de cabrioles et de farces dans un cirque, où il a plusieurs amis. Il a également une équipe avec laquelle il peut faire de la magie.

## Pays de diffusion
Avec Het Huis Anubis, la série est une des plus exportée du Studio 100 :

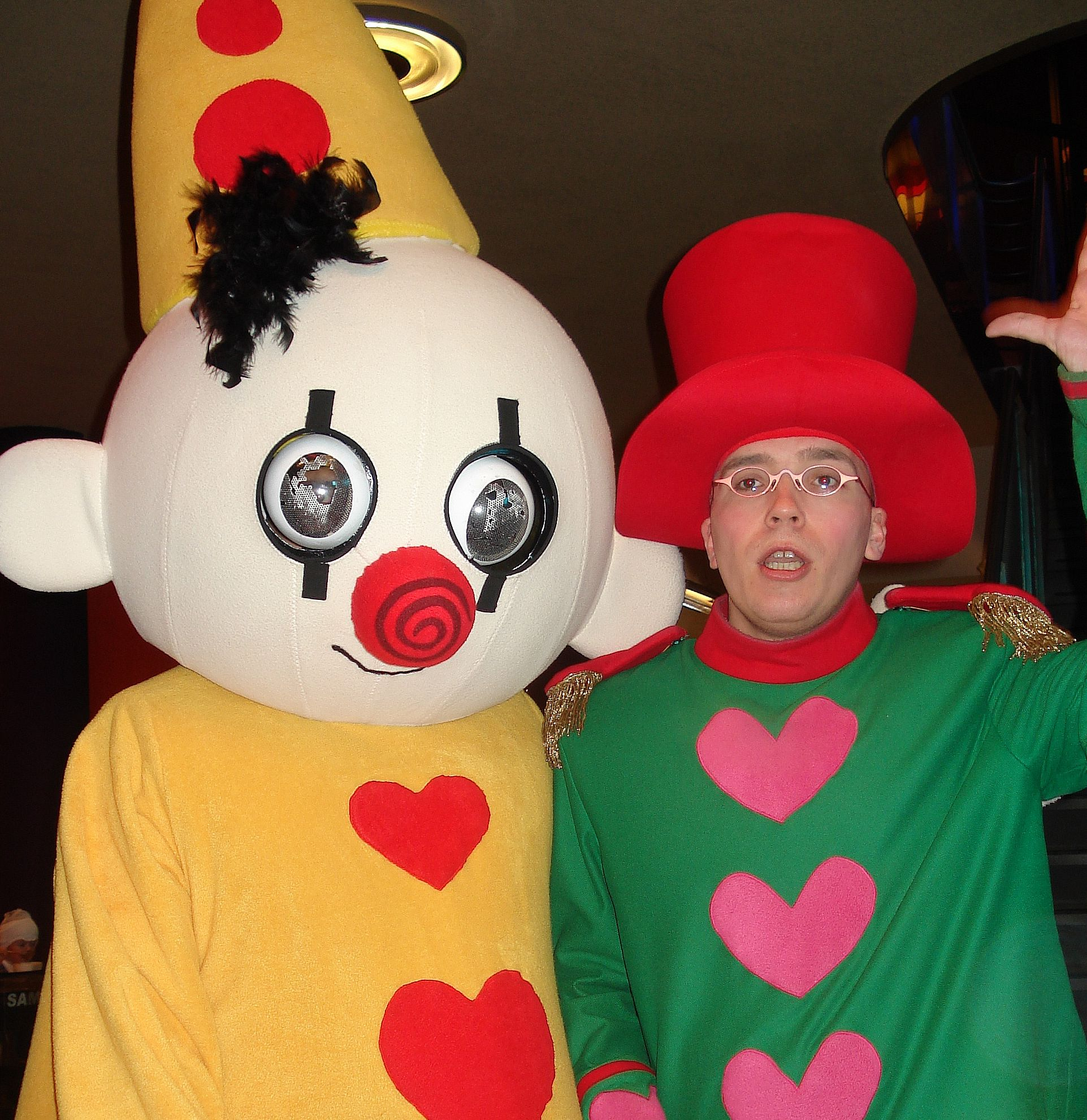
Bumba et le directeur de cirque.

| Pays      | Chaîne    | Date              | Langue      |
| --------- | --------- | ----------------- | ----------- |
| Belgique  | Ketnet    | 30 août 2004      | Néerlandais |
| Canada    | TFO       | 2006              | Français    |
| Belgique  | Club RTL  | 17 février 2007   | Français    |
| Pays-Bas  | TROS      | 2007              | Néerlandais |
| Allemagne | Junior TV | 16 septembre 2009 | Allemand    |
| Espagne   | TV3       | Octobre 2009      | Espagnol    |